# بين فولامي
بين فولامي لاعب كرة قدم  إسترالي يلعب مع نادي ملبورن فيكتوري.